# Caladenia behrii
Caladenia behrii là một loài thực vật có hoa trong họ Lan. Loài này được Schltdl. mô tả khoa học đầu tiên năm 1847.